# Philoponella congregabilis
Philoponella congregabilis är en spindelart som först beskrevs av William Joseph Rainbow 1916.  Philoponella congregabilis ingår i släktet Philoponella och familjen krusnätsspindlar.
Artens utbredningsområde är New South Wales. Inga underarter finns listade i Catalogue of Life.